# Leo Burnett Worldwide
Leo Burnett Worldwide — або просто Leo Burnett — глобальна група рекламних агентств, заснована в Чикаго в 1935 році копірайтером Лео Бернеттом. Він доглядає за вісьмома з десяти найбільш продаваних у світі «споживчих брендів» (брендів у секторі FMCG) і, маючи майже 9000 співробітників у 98 офісах у 84 країнах, є однією з 20 найбільших груп рекламних агентств у світі. Агентство винайшло людину Мальборо. У 2019 році стало відомо, що агентство розмістило зображення у Вікіпедії в рекламних цілях.

## Відомі клієнти
- Minnesota Valley Canning/Green Giant, 1935
- Kellogg's, 1949
- Philip Morris (Marlboro cigarettes), 1954
- Maytag, 1955
- Allstate, 1957
- Pillsbury, 1965
- Coca Cola, 1969
- General Motors, 1971
- Heinz, 1974
- Fiat, 1978
- Visa, 1979
- McDonald's, 1981
- Kraft Foods, 1984
- Hallmark Cards, 1988
- Morgan Stanley, 1988
- Diageo, 1988
- Nintendo, 1991
- Beef. It's What's For Dinner, 1992
- Disney, 1994
- Samsung, 2006
- Balaji, 2007
- United Technologies, 2010